# Грязная (река, впадает в Барманцак)
Грязная, Ельмата, Малая Ялмата (калм. Баһ Ялмта — малая тушканчиковая) — пересыхающая река в Котельниковском районе Волгоградской области и Малодербетовском районе Калмыкии. Впадает в озеро Барманцак.
Питание реки снеговое и дождевое, в верхнем течении родниковое. Река вбирает в себя сезонные водотоки соседних балок (Бирючиха и др.)
В долине реки расположено село Тундутово.

## Данные водного реестра
По данным государственного водного реестра относится к Западно-Каспийскому бассейновому округу. По данным геоинформационной системы водохозяйственного районирования территории РФ, подготовленной Федеральным агентством водных ресурсов:
- Название — Грязная (Ельмата)
- Впадает в озеро Барманцак
- Речной бассейн — Реки бассейна Каспийского моря на юг от бас Терека до гр РФ (4)
- Водохозяйственный участок — Бессточные территории междуречья Терека, Дона и Волги (1)
- Длина водотока — 29 км
- Водосборная площадь — 216 км²
- Код водного объекта — 07040000112108200000095